# فهرست منابع غذایی دارای کلسیم
فهرست زیر شامل منابع غذایی حاوی کلسیم در گروه‌های لبنیات و مواد غیرلبنی مشابه، تخم ماکیان، خشکبار، حبوبات، غلات، میوه، سبزی و صیفی‌جات، نان، ادویه، آبزیان و همچنین گوشت و اعضای خوراکی در ردۀ گاو، گوساله، بره و مرغ می‌باشد. مقادیر واقعی کلسیم در مواد غذایی همانند نان که در کارخانه‌های مختلف یا مشاغل مرتبط در سراسر جهان تولید می‌شود، به دلیل پارامترهای تأثیرگذار متغیر در تولید محصول، احتمال دارد دارای مغایرت‌های قابل توجهی با مقادیر ذکر شده در جدول باشند. مقادیر موجود در جداول بر اساس زیاد به کم فهرست‌بندی شده‌است.
جداول زیر دارای داده‌های متغیر می‌باشد، بدین مفهوم که با گذر زمان ممکن است داده‌هایی به جدول گروه مواد خوراکی، اضافه شده یا حذف گردد لذا در هیچ زمانی نمی‌توان این مقاله را یک مقاله کامل شده قلمداد کرد.

## لبنیات و مواد غیرلبنی مشابه
| ماده غذایی (۱۰۰ گرم)                                                   | کلسیم (میلی‌گرم) |
| ---------------------------------------------------------------------- | --------------- |
| آب‌پنیر ترش، خشک شده                                                    | ۲۰۵۴            |
| شیر بدون چربی، خشک (پودر)، معمولی، بدون افرودنی ویتامین آ و دی         | ۱۲۵۷            |
| شیر بدون چربی، خشک (پودر)، فوری (instant)، بدون افرودنی ویتامین آ و دی | ۱۲۳۱            |
| پنیر پارمسان سفت                                                       | ۱۱۸۴            |
| پنیر رومانو                                                            | ۱۰۶۴            |
| پنیر آمریکایی پاستوریزه بدون ویتامین دی افزودنی                        | ۱۰۴۵            |
| پنیر موتزارلا، بدون چربی                                               | ۹۶۱             |
| پنیر سوییسی کم چرب                                                     | ۹۶۱             |
| شیر کامل، خشک (پودر)، بدون افرودنی ویتامین دی                          | ۹۱۲             |
| شیر کامل، خشک (پودر)، غنی شده با ویتامین دی                            | ۹۱۲             |
| پنیر سوییسی                                                            | ۸۹۰             |
| پنیر پارمسان رنده شده                                                  | ۸۵۳             |
| آب‌پنیر شیرین، خشک شده                                                  | ۷۹۶             |
| پنیر آمریکایی بی‌چرب                                                    | ۷۸۹             |
| پنیر ادامر                                                             | ۷۳۱             |
| پنیر چدار                                                              | ۷۱۰             |
| پنیر گودا                                                              | ۷۰۰             |
| پنیر آمریکایی پاستوریزه کم‌چرب                                          | ۶۸۴             |
| پنیر زیره                                                              | ۶۷۳             |
| بلوچیز                                                                 | ۵۲۸             |
| پنیر موتزارلا تهیه شده با شیر کامل                                     | ۵۰۵             |
| پنیر فتا                                                               | ۴۹۳             |
| ارده، از دانه‌های برشته شده و تفت داده شده (بیشتریت نوع مصرفی)          | ۴۲۶             |
| پنیر کامامبر                                                           | ۳۸۸             |
| کره بادام، ساده، دارای نمک                                             | ۳۴۷             |
| پنیر ریکوتا، تهیه شده با شیر کامل                                      | ۲۰۶             |
| ماست ساده بدون چربی                                                    | ۱۹۹             |
| شیر گوسفند                                                             | ۱۹۳             |
| ماست ساده کم‌چرب                                                        | ۱۸۳             |
| شیر گاومیش هندی                                                        | ۱۶۹             |
| خامه ترش، لایت                                                         | ۱۴۱             |
| شیر بز، غنی شده با ویتامین دی                                          | ۱۳۴             |
| کفیر ساده کم چرب، برند لایف‌وی (LIFEWAY)                                | ۱۳۰             |
| شیر کاکائو (شکلات) کم چربی، غنی شده با ویتامین آ و دی                  | ۱۲۹             |
| بستنی وانیلی                                                           | ۱۲۸             |
| شیر کاکائو (شکلات) بدون چربی، غنی شده با ویتامین آ و دی                | ۱۲۷             |
| شیر یک درصد چربی                                                       | ۱۲۵             |
| شیر بدون چربی                                                          | ۱۲۲             |
| ماست ساده، تهیه شده از شیر کامل                                        | ۱۲۱             |
| شیر دو درصد چربی                                                       | ۱۲۰             |
| بستنی توت‌فرنگی                                                         | ۱۲۰             |
| ماست یونانی کم چرب                                                     | ۱۱۵             |
| شیر، نوشیدنی شکلات، کاکائو داغ، خانگی                                  | ۱۱۴             |
| شیر با چربی کامل (۳/۲ درصد چربی)                                       | ۱۱۳             |
| شیر کاکائو (شکلات) از شیر کامل، کارخانه‌ای، غنی شده با ویتامین آ و دی   | ۱۱۲             |
| پنیر کوتاژ کم‌چرب، دو درصد چربی                                         | ۱۱۱             |
| ماست یونانی بدون چربی                                                  | ۱۱۰             |
| شیر کاکائو (شکلات) کم‌چرب، کارخانه‌ای، غنی شده با ویتامین آ و دی         | ۱۰۹             |
| بستنی کاکائویی (شکلاتی)                                                | ۱۰۹             |
| شیر کم سدیم                                                            | ۱۰۱             |
| خامه، ترش، پرورشی                                                      | ۱۰۱             |
| ماست یونانی تهیه شده از شیر کامل                                       | ۱۰۰             |
| پنیر خامه‌ای                                                            | ۹۷              |
| پنیر کوتاژ خامه‌ای                                                      | ۸۳              |
| کره تخمه آفتابگردان، دارای نمک                                         | ۶۴              |
| پنیر کوتاژ کم‌چرب، یک درصد چربی                                         | ۶۱              |
| کره بادام زمینی، نوع نرم، دارای نمک                                    | ۴۹              |
| کره بادام زمینی، دارای تکه‌های خرد شده ریز، دارای نمک                   | ۴۵              |
| شیر انسان                                                              | ۳۲              |
| شیر سویا، اورجینال و وانیلی، بدون مواد افزودنی                         | ۲۵              |
| شیر کاکائو سویا، بدون مواد افزودنی                                     | ۲۵              |
| کره دارای نمک                                                          | ۲۴              |
| کره بی نمک                                                             | ۲۴              |
| شیر نارگیل طبیعی (شیر چلانده شده از مایع و گوشت رنده شده نارگیل)       | ۱۶              |
| خامه نارگیل (مایع چلانده شده از گوشت رنده شده نارگیل)                  | ۱۱              |
| پودر جایگزین خامه                                                      | ۲               |
| مایه جایگزین خامه، لایت                                                | ۱               |

## تخم ماکیان
| ماده غذایی (۱۰۰ گرم)                   | کلسیم (میلی‌گرم) |
| -------------------------------------- | --------------- |
| پودر جانشین تخم‌مرغ                     | ۳۲۶             |
| تخم مرغ کامل، خشک شده                  | ۲۴۴             |
| زرده تخم مرغ، خام                      | ۱۲۹             |
| تخم بوقلمون، خام                       | ۹۹              |
| تخم مرغ کامل، پخته به روش تخم‌مرغ هم‌زده | ۶۶              |
| تخم اردک، خام                          | ۶۴              |
| تخم بلدرچین، خام                       | ۶۴              |
| تخم مرغ کامل، سرخ‌شده                   | ۶۲              |
| سفیده تخم‌مرغ، خشک شده                  | ۶۲              |
| تخم غاز، خام                           | ۶۰              |
| تخم مرغ کامل، خام                      | ۵۶              |
| تخم مرغ کامل، پخته به روش تنگاب‌پز      | ۵۶              |
| تخم مرغ کامل، آب‌پز سفت (Hard Boiled)   | ۵۰              |
| تخم مرغ کامل، پخته به روش املت         | ۴۸              |
| سفیده تخم مرغ، خام                     | ۷               |

## خشکبار
| ماده غذایی (۱۰۰ گرم)                      | کلسیم (میلی‌گرم) |
| ----------------------------------------- | --------------- |
| دانه کنجد کامل، برشته‌شده                  | ۹۸۹             |
| دانه کنجد کامل، خشک‌شده                    | ۹۷۵             |
| بادام، برشته‌شده با روغن                   | ۲۹۱             |
| بادام                                     | ۲۶۹             |
| بادام، برشته‌شده به روش خشک                | ۲۶۸             |
| تخم کتان                                  | ۲۵۵             |
| انجیر خشک‌شده                              | ۱۶۲             |
| فندق، برشته‌شده به روش خشک                 | ۱۲۳             |
| فندق                                      | ۱۱۴             |
| پسته، برشته‌شده به روش خشک                 | ۱۰۷             |
| پسته خام                                  | ۱۰۵             |
| گردو                                      | ۹۸              |
| بادام زمینی                               | ۹۲              |
| تخمه آفتاب‌گردان، مغز، برشته‌شده با روغن    | ۸۷              |
| تخمه آفتاب‌گردان، مغز، خشک‌شده              | ۷۸              |
| تخمه آفتاب‌گردان، مغز، برشته‌شده به روش خشک | ۷۰              |
| کشمش طلایی رنگ، بی‌دانه                    | ۶۴              |
| کشمش سیاه بی‌دانه                          | ۶۲              |
| گردو سیاه، خشک‌شده                         | ۶۱              |
| بادام زمینی، برشته‌شده با روغن             | ۶۱              |
| بادام زمینی، برشته‌شده به روش خشک          | ۵۸              |
| بادام زمینی، پخته به روش آب‌پز             | ۵۵              |
| تخم کدو کامل، برشته‌شده                    | ۵۵              |
| تخم هندوانه، مغز، خشک‌شده                  | ۵۴              |
| تخم‌کدو نمکی، مغز، برشته‌شده                | ۵۲              |
| تخم‌کدو، مغز، خشک‌شده                       | ۴۶              |
| بادام هندی، برشته‌شده به روش خشک           | ۴۵              |
| بادام هندی، برشته‌شده با روغن              | ۴۳              |
| آلو بخارا، نپخته                          | ۴۳              |
| بادام هندی خام                            | ۳۷              |
| شاه‌بلوط اروپایی، برشته‌شده                 | ۲۹              |
| شاه‌بلوط اروپایی، خام، بی‌پوست              | ۱۹              |
| دانه کاج خشک‌شده                           | ۱۶              |

## حبوبات
| ماده غذایی (۱۰۰ گرم)                  | کلسیم (میلی‌گرم) |
| ------------------------------------- | --------------- |
| سویا، خام                             | ۲۷۷             |
| سویا، تفت داده شده به صورت خشک        | ۱۴۰             |
| سویا، تفت داده شده                    | ۱۳۸             |
| سویا پخته، آب‌پز، بی نمک               | ۱۰۲             |
| لوبیا سفید پخته، آب‌پز                 | ۹۰              |
| لوبیا سفید کوچک پخته، آب‌پز            | ۷۳              |
| لوبیا سفید ریز (Navy bean) پخته، آب‌پز | ۶۹              |
| لوبیا سیاه لاک‌پشتی پخته، آب‌پز         | ۵۵              |
| نخود پخته، آب‌پز                       | ۴۹              |
| لوبیا چیتی پخته، آب‌پز                 | ۴۶              |
| لوبیا قرمز پخته، آب‌پز                 | ۳۵              |
| لوبیا سیاه (Black bean) پخته، آب‌پز    | ۲۷              |
| لوبیا چشم‌بلبلی پخته، آب‌پز             | ۲۴              |
| عدس پخته، آب‌پز                        | ۱۹              |
| لپه پخته، آب‌پز                        | ۱۴              |

## غلات و مواد غذایی مرتبط
| ماده غذایی (۱۰۰ گرم)                       | کلسیم (میلی‌گرم) |
| ------------------------------------------ | --------------- |
| آرد سویا، کم‌چرب                            | ۲۸۵             |
| آرد سویا، فاقد چربی                        | ۲۴۱             |
| آرد سویا، پرچرب                            | ۲۰۶             |
| آرد کنجد، پرچرب                            | ۱۵۹             |
| آرد کنجد، کم چرب                           | ۱۴۹             |
| آرد سیب‌زمینی                               | ۶۵              |
| سبوس جو دوسر                               | ۵۸              |
| سبوس برنج، خام                             | ۵۷              |
| آرد جو دوسر                                | ۵۵              |
| جو دوسر                                    | ۵۴              |
| آرد نخودچی                                 | ۴۵              |
| آرد مغز گندم (گیاهک گندم)، خام             | ۳۹              |
| آرد مالت جو                                | ۳۷              |
| آرد گندم از دانه کامل                      | ۳۴              |
| گندم دوروم                                 | ۳۴              |
| جو پوست کنده                               | ۳۳              |
| آرد جو                                     | ۳۲              |
| آرد برنج قهوه‌ای                            | ۱۱              |
| ماکارونی سبزیجات غنی شده، پخته             | ۱۱              |
| آرد برنج سفید، بدون مواد غنی سازی          | ۱۰              |
| برنج سفید دانه بلند معمولی، غنی نشده، پخته | ۱۰              |
| برنج قهوه‌ای دانه متوسط، پخته               | ۱۰              |
| برنج سفید دانه بلند معمولی، غنی شده، پخته  | ۱۰              |
| سبوس جو دوسر، پخته                         | ۱۰              |
| آرد ذرت سفید تهیه شده از دانه کامل ذرت     | ۷               |
| آرد ذرت زرد تهیه شده از دانه کامل ذرت      | ۷               |
| پاستای غنی شده، پخته بدون نمک افزوده شده   | ۷               |
| نودل برنج، پخته                            | ۴               |
| برنج سفید دانه متوسط، غنی نشده، پخته       | ۳               |
| برنج قهوه‌ای دانه بلند، پخته                | ۳               |
| برنج سفید دانه متوسط، غنی شده، پخته        | ۳               |
| برنج سفید دانه کوتاه، غنی نشده، پخته       | ۱               |
| برنج سفید دانه کوتاه، غنی شده، پخته        | ۱               |

## میوه
| ماده غذایی (۱۰۰ گرم)                                         | کلسیم (میلی‌گرم) |
| ------------------------------------------------------------ | --------------- |
| زیتون کنسروی (اندازه زیتون کوچک تا خیلی بزرگ)                | ۸۸              |
| تمر هندی                                                     | ۷۴              |
| کام‌کوات                                                      | ۶۲              |
| انگورفرنگی سیاه                                              | ۵۵              |
| پرتقال                                                       | ۴۰              |
| توت                                                          | ۳۹              |
| نارنگی                                                       | ۳۷              |
| انجیر                                                        | ۳۵              |
| کیوی سبز                                                     | ۳۴              |
| لیموی شیراز                                                  | ۳۳              |
| تمشک سیاه                                                    | ۲۹              |
| لیموترش بدون پوست                                            | ۲۶              |
| نارگیل، قسمت گوشتی، خشکشده                                   | ۲۶              |
| تمشک                                                         | ۲۵              |
| گریپ‌فروت صورتی و قرمز                                        | ۲۲              |
| عناب                                                         | ۲۱              |
| پاپایا                                                       | ۲۰              |
| آلبالو                                                       | ۱۶              |
| توت‌فرنگی                                                     | ۱۶              |
| ازگیل ژاپنی                                                  | ۱۶              |
| خیار با پوست                                                 | ۱۶              |
| خیار بی‌پوست                                                  | ۱۴              |
| نارگیل، قسمت گوشتی                                           | ۱۴              |
| آناناس                                                       | ۱۳              |
| زردآلو                                                       | ۱۳              |
| گیلاس شیرین                                                  | ۱۳              |
| آووکادو                                                      | ۱۲              |
| گریپ‌فروت، سفید                                               | ۱۲              |
| انبه                                                         | ۱۱              |
| به                                                           | ۱۱              |
| انگور قرمز یا سبز، (نوع اروپایی همانند انگور بیدانه تامپسون) | ۱۰              |
| انار                                                         | ۱۰              |
| گرمک                                                         | ۹               |
| گلابی                                                        | ۹               |
| خرمالوی ژاپنی                                                | ۸               |
| کرنبری                                                       | ۸               |
| هندوانه                                                      | ۷               |
| بلوبری                                                       | ۶               |
| دوریان                                                       | ۶               |
| آلو                                                          | ۶               |
| سیب باپوست                                                   | ۶               |
| طالبی                                                        | ۶               |
| شلیل                                                         | ۶               |
| هلو زرد                                                      | ۶               |
| سیب بی‌پوست                                                   | ۵               |
| موز                                                          | ۵               |
| سرخالو                                                       | ۵               |
| دارابی                                                       | ۴               |
| گلابی آسیایی                                                 | ۴               |

## سبزی و صیفی جات
| ماده غذایی (۱۰۰ گرم)                                      | کلسیم (میلی‌گرم) |
| --------------------------------------------------------- | --------------- |
| برگ مو                                                    | ۳۶۳             |
| رزماری تازه، برگ                                          | ۳۱۳             |
| نعناع فلفلی تازه                                          | ۲۴۳             |
| کولارد خام                                                | ۲۳۲             |
| کوماتسونا خام                                             | ۲۱۰             |
| شوید                                                      | ۲۰۸             |
| نعنای دشتی                                                | ۱۹۹             |
| برگ شلغم (Turnip greens) خام                              | ۱۹۰             |
| سیر خام                                                   | ۱۸۱             |
| ریحان تازه                                                | ۱۷۷             |
| کوماتسونا، پخته به روش آب‌پز                               | ۱۵۸             |
| دانه سویا سبز، پخته به روش آب‌پز                           | ۱۴۵             |
| کولارد پخته به روش آب‌پز                                   | ۱۴۱             |
| جعفری تازه                                                | ۱۳۸             |
| برگ شلغم، پخته به روش آب‌پز                                | ۱۳۷             |
| اسفناج پخته به روش آب‌پز                                   | ۱۳۶             |
| کلم بروکلی راب پخته                                       | ۱۱۸             |
| خردل چینی، پخته به روش آب‌پز                               | ۱۱۸             |
| برگ چغندر خام                                             | ۱۱۷             |
| خردل چینی خام                                             | ۱۱۵             |
| برگ چغندر (Beet greens)، پخته به روش آب‌پز                 | ۱۱۴             |
| کلم بروکلی راب خام                                        | ۱۰۸             |
| کلم‌برگ چینی (پاک‌چوی) خام                                  | ۱۰۵             |
| برگ کاسنی (Chicory greens) خام                            | ۱۰۰             |
| اسفناج خام                                                | ۹۹              |
| کلم‌برگ چینی (پاک‌چوی)، پخته به روش آب‌پز                    | ۹۳              |
| ریواس خام                                                 | ۸۶              |
| شاهی خام                                                  | ۸۱              |
| بامیه، پخته به روش آب‌پز                                   | ۷۷              |
| پیازچه خام                                                | ۷۲              |
| برگ گشنیز خام                                             | ۶۷              |
| جوانه سویا، خام                                           | ۶۷              |
| شاهی، پخته به روش آب‌پز                                    | ۶۱              |
| جوانه سویا، پخته به روش بخارپز                            | ۵۹              |
| تره‌فرنگی، خام                                             | ۵۹              |
| برگ چغندر سوییسی، پخته به روش آب‌پز                        | ۵۸              |
| برگ چغندر سوییسی خام                                      | ۵۱              |
| کلم‌پیچ، پخته به روش آب‌پز                                  | ۴۸              |
| کلم بروکلی خام                                            | ۴۷              |
| کلم قرمز خام                                              | ۴۵              |
| کنگر فرنگی خام                                            | ۴۴              |
| لوبیا سبز، پخته به روش آب‌پز                               | ۴۴              |
| شلغم زرد خام                                              | ۴۳              |
| کلم قرمز، پخته به روش آب‌پز                                | ۴۲              |
| کلم فندقی خام                                             | ۴۲              |
| کرفس، پخته به روش آب‌پز                                    | ۴۲              |
| کرفس خام                                                  | ۴۰              |
| کلم‌پیچ خام                                                | ۴۰              |
| کلم بروکلی پخته به روش آب‌پز                               | ۴۰              |
| سیب‌زمینی شیرین بدون پوست، پخته به روش تنوری با پوست       | ۳۸              |
| شالت خام                                                  | ۳۷              |
| لوبیا سبز خام                                             | ۳۷              |
| کلم فندقی، پخته به روش آب‌پز                               | ۳۶              |
| جوانه نخود فرنگی، خام                                     | ۳۶              |
| کاهو برگ سبز (green leaf) خام                             | ۳۶              |
| باقلا، پخته به روش آب‌پز                                   | ۳۶              |
| کاهو باترهد (butterhead) خام                              | ۳۵              |
| کلم ساوی خام                                              | ۳۵              |
| شلغم، پخته به روش آب‌پز                                    | ۳۳              |
| کاهو برگ قرمز (red leaf) خام                              | ۳۳              |
| کاهوی رومی خام                                            | ۳۳              |
| هویج خام                                                  | ۳۳              |
| جوانه یونجه، خام                                          | ۳۲              |
| لوبیا لیما، پخته به روش آب‌پز                              | ۳۲              |
| کلم ساوی، پخته به روش آب‌پز                                | ۳۰              |
| هویج، پخته به روش آب‌پز                                    | ۳۰              |
| شلغم خام                                                  | ۳۰              |
| تره‌فرنگی، پخته به روش آب‌پز                                | ۳۰              |
| ترب سفید خام                                              | ۲۷              |
| سیب‌زمینی شیرین، پخته به روش آب‌پز                          | ۲۷              |
| نخود فرنگی سبز، پخته به روش آب‌پز                          | ۲۷              |
| گوجه‌فرنگی، پخته به روش خورشتی                             | ۲۶              |
| تربچه خام                                                 | ۲۵              |
| جوانه عدس، خام                                            | ۲۵              |
| کلم قمری، پخته به روش آب‌پز                                | ۲۵              |
| نخود فرنگی سبز خام                                        | ۲۵              |
| کلم قمری خام                                              | ۲۴              |
| مارچوبه خام                                               | ۲۴              |
| مارچوبه، پخته به روش آب‌پز                                 | ۲۳              |
| پیاز خام                                                  | ۲۳              |
| پیاز، پخته به روش آب‌پز                                    | ۲۲              |
| باقلای نارس، خام                                          | ۲۲              |
| گل کلم خام                                                | ۲۲              |
| کنگرفرنگی، پخته به روش آب‌پز                               | ۲۱              |
| پیاز زرد تفت داده شده                                     | ۲۰              |
| باقلای نارس، پخته به روش آب‌پز                             | ۱۸              |
| سیب‌زمینی، پوست قهوه‌ای (Russet)، پخته به روش تنوری با پوست | ۱۸              |
| شلغم زرد، پخته به روش آب‌پز                                | ۱۸              |
| فلفل خیلی تند سبز خام                                     | ۱۸              |
| کاهو آیس‌برگ (icebearg) خام                                | ۱۸              |
| کدو سبز، پخته به روش آب‌پز با پوست                         | ۱۸              |
| ترب سفید پخته به روش آب‌پز                                 | ۱۷              |
| جوانه لوبیای ناوی (سفید ریز)، پخته به روش آب‌پز            | ۱۶              |
| چغندر (Beet)، پخته به روش آب‌پز                            | ۱۶              |
| گل کلم، پخته به روش آب‌پز                                  | ۱۶              |
| جوانه لوبیای ناوی (سفید ریز) خام                          | ۱۵              |
| کدو تنبل، پخته به روش آب‌پز                                | ۱۵              |
| جوانه عدس، پخته به روش سرخ شده سریع در روغن               | ۱۴              |
| فلفل خیلی تند قرمز خام                                    | ۱۴              |
| سیب‌زمینی هندی، پخته به روش آب‌پز یا تنوری                  | ۱۴              |
| جوانه ماش، خام                                            | ۱۳              |
| جوانه ماش، پخته به روش آب‌پز                               | ۱۲              |
| گوجه‌فرنگی قرمز پخته                                       | ۱۱              |
| سیب‌زمینی سفید، پخته به روش تنوری با پوست                  | ۱۰              |
| فلفل دلمه‌ای سبز خام                                       | ۱۰              |
| گوجه‌فرنگی قرمز خام                                        | ۱۰              |
| فلفل دلمه‌ای سبز، پخته به روش آب‌پز                         | ۹               |
| سیب‌زمینی قرمز، پخته به روش تنوری با پوست                  | ۹               |
| سیب‌زمینی بدون پوست، پخته به روش آب‌پز                      | ۸               |
| فلفل دلمه‌ای سبز، تفت داده شده                             | ۸               |
| فلفل دلمه‌ای قرمز خام                                      | ۷               |
| فلفل دلمه‌ای قرمز، تفت داده شده                            | ۷               |
| دانه ذرت زرد                                              | ۷               |
| قارچ سفید، پخته به روش آب‌پز                               | ۶               |
| بادنجان، پخته به روش آب‌پز                                 | ۶               |
| سیب‌زمینی بدون پوست، پخته به روش تنوری                     | ۵               |
| سیب‌زمینی بدون پوست، پخته به روش آب‌پز با پوست              | ۵               |
| سیب‌زمینی بدون پوست، پخته شده توسط مایکروویو با پوست       | ۵               |
| قارچ سفید، پخته به روش سرخ شده سریع در روغن               | ۴               |
| قارچ پورتابلا خام                                         | ۳               |
| قارچ پورتابلا، پخته به روش کبابی گریل شده                 | ۳               |
| قارچ صدفی خام                                             | ۳               |
| ذرت شیرین زرد، پخته به روش آب‌پز                           | ۳               |
| قارچ سفید خام                                             | ۳               |
| قارچ شیتاکه پخته شده                                      | ۳               |
| قارچ شیتاکه، پخته به روش سرخ شده سریع در روغن             | ۲               |
| قارچ شیتاکه خام                                           | ۲               |
| ذرت شیرین زرد خام                                         | ۲               |

## نان
| ماده غذایی (۱۰۰ گرم)               | کلسیم (میلی‌گرم) |
| ---------------------------------- | --------------- |
| تورتیا گندم کامل                   | ۲۴۴             |
| گندم، برشته شده                    | ۱۶۵             |
| گندم کامل کارخانه‌ای                | ۱۶۱             |
| گندم کامل کارخانه‌ای، برشته شده     | ۱۳۰             |
| گندم                               | ۱۲۵             |
| پیتا، سفید، غنی نشده               | ۸۶              |
| چاودار، برشته شده                  | ۸۰              |
| پومپرنیکل، برشته شده               | ۷۴              |
| سبوس گندم                          | ۷۴              |
| چاودار                             | ۷۳              |
| جو دوسر، برشته شده                 | ۷۲              |
| سبوس جو، برشته شده                 | ۷۱              |
| سبوس برنج                          | ۶۹              |
| پومپرنیکل                          | ۶۸              |
| جو دوسر                            | ۶۶              |
| سبوس جو                            | ۶۵              |
| فرانسوی (دارای خمیرترش)            | ۵۲              |
| فرانسوی (دارای خمیرترش)، برشته شده | ۴۷              |
| بیگل دارچین و کشمش                 | ۱۹              |
| پیتا گندم کامل                     | ۱۵              |
| بیگل تخم مرغی                      | ۱۳              |
| بیگل سبوس جو                       | ۱۲              |

## ادویه
| ماده غذایی (۱۰۰ گرم) | کلسیم (میلی‌گرم) |
| -------------------- | --------------- |
| ریحان، خشک‌شده        | ۲۲۴۰            |
| مرزنگوش، خشک‌شده      | ۱۹۹۰            |
| آویشن، خشک‌شده        | ۱۸۹۰            |
| شوید، خشک‌شده         | ۱۷۸۴            |
| نعنای دشتی، خشک‌شده   | ۱۴۸۸            |
| رزماری، خشک‌شده       | ۱۲۸۰            |
| برگ گشنیز، خشک‌شده    | ۱۲۴۶            |
| جعفری، خشک‌شده        | ۱۱۴۰            |
| ترخون، خشک‌شده        | ۱۱۳۹            |
| پودر دارچین          | ۱۰۰۲            |
| دانه زیره سبز        | ۹۳۱             |
| برگ‌بو، خشک‌شده        | ۸۳۴             |
| دانه زیره سیاه       | ۶۸۹             |
| پودر میخک            | ۶۳۲             |
| پودر کاری            | ۵۲۵             |
| فلفل سیاه            | ۴۴۳             |
| هل                   | ۳۸۳             |
| فلفل سفید            | ۲۶۵             |
| پاپریکا              | ۲۲۹             |
| پودر جوز هندی        | ۱۸۴             |
| پودر زردچوبه         | ۱۶۸             |
| فلفل قرمز            | ۱۴۸             |
| پودر زنجبیل          | ۱۱۴             |
| زعفران               | ۱۱۱             |
| پودر سیر             | ۷۹              |

## آبزیان
| ماده غذایی (۱۰۰ گرم)                                    | کلسیم (میلی‌گرم) |
| ------------------------------------------------------- | --------------- |
| ساردین آتلانتیک، کنسرو در روغن، بااستخوان               | ۳۸۲             |
| خاویار، سیاه و قرمز، دانه‌دانه                           | ۲۷۵             |
| صدف چروک شرقی، وحشی (غیر پرورشی)، پخته تحت حرارت مرطوب  | ۱۱۶             |
| لابستر شمالی، پخته تحت حرارت مرطوب                      | ۹۶              |
| صدف چروک شرقی، وحشی (غیر پرورشی)، پخته تحت حرارت خشک    | ۹۲              |
| صدف دوکفه‌ای، پخته تحت حرارت مرطوب، با ادویه مخلوط شده   | ۹۲              |
| میگو، پخته تحت حرارت مرطوب، با ادویه مخلوط شده          | ۹۱              |
| قزل‌آلای رنگین‌کمان وحشی (غیر پرورشی)، پخته تحت حرارت خشک | ۸۶              |
| ذغال ماهی آتلانتیک، پخته تحت حرارت خشک                  | ۷۷              |
| سیمین‌ماهی رنگین‌کمان، پخته تحت حرارت خشک                 | ۷۷              |
| شاه‌ماهی اطلسی، پخته تحت حرارت خشک                       | ۷۴              |
| اردک‌ماهی شمالی، پخته تحت حرارت خشک                      | ۷۳              |
| خرچنگ دانجنس، پخته تحت حرارت مرطوب                      | ۵۹              |
| خرچنگ آلاسکا کینگ (Alaska king)، پخته تحت حرارت مرطوب   | ۵۹              |
| حلزون خام                                               | ۵۷              |
| صدف چروک شرقی، پرورشی، پخته تحت حرارت خشک               | ۵۶              |
| کپور، پخته تحت حرارت خشک                                | ۵۲              |
| خوش‌گوشت، پخته تحت حرارت خشک                             | ۵۱              |
| سالمون کوهو، وحشی (غیر پرورشی)، پخته تحت حرارت مرطوب    | ۴۶              |
| سالمون کوهو وحشی (غیر پرورشی)، پخته تحت حرارت خشک       | ۴۵              |
| شبدیزماهی، پخته تحت حرارت خشک                           | ۴۵              |
| سرخو، با ادویه مخلوط شده، پخته تحت حرارت خشک            | ۴۰              |
| هوور مسقطی، پخته تحت حرارت خشک                          | ۳۷              |
| خرچنگ کوئین (queen)، پخته تحت حرارت مرطوب               | ۳۳              |
| شوریده اطلسی، سرخ شده با لایه آرد                       | ۳۲              |
| کفال راه‌راه (کفال خاکستری)، پخته تحت حرارت خشک          | ۳۱              |
| قزل‌آلای رنگین‌کمان پرورشی، پخته تحت حرارت خشک            | ۳۰              |
| سالمون جویبار، پخته تحت حرارت خشک                       | ۲۸              |
| کاشی‌ماهی، پخته تحت حرارت خشک                            | ۲۶              |
| کفشک‌ماهی (گونه‌های کفشک و ماهی حلوا)، پخته تحت حرارت خشک | ۲۵              |
| هامور، پخته تحت حرارت خشک، با ادویه مخلوط شده           | ۲۱              |
| خارماهی نواری، پخته تحت حرارت خشک                       | ۱۹              |
| خاویاری، پخته تحت حرارت خشک، با ادویه مخلوط شده         | ۱۷              |
| ماهی خال‌خالی، پخته تحت حرارت خشک                        | ۱۵              |
| سالمون آتلانتیک، وحشی (غیر پرورشی)، پخته تحت حرارت خشک  | ۱۵              |
| سالمون آتلانتیک، پرورشی، پخته تحت حرارت خشک             | ۱۵              |
| روغن‌ماهی کوچک، پخته تحت حرارت خشک                       | ۱۴              |
| کاد آتلانتیک، پخته تحت حرارت خشک                        | ۱۴              |
| تیلاپیا، پخته تحت حرارت خشک                             | ۱۴              |
| تن نوع لایت، کنسرو شده در روغن                          | ۱۳              |
| سالمون کوهو پرورشی، پخته تحت حرارت خشک                  | ۱۲              |
| تن باله آبی، پخته تحت حرارت خشک                         | ۱۰              |
| لوزی‌ماهی اطلس، پخته تحت حرارت خشک                       | ۹               |
| سالمون صورتی، پخته تحت حرارت خشک                        | ۸               |
| شمشیرماهی، پخته تحت حرارت خشک                           | ۶               |
| تن زرد باله، پخته تحت حرارت خشک                         | ۴               |
| تن نوع سفید، کنسرو شده در روغن                          | ۴               |

## گاو
| ماده غذایی (۱۰۰ گرم)                                                                         | کلسیم (میلی‌گرم) |
| -------------------------------------------------------------------------------------------- | --------------- |
| چرخ‌کرده، فرم همبرگری، ۷۰ درصد گوشت ۳۰ درصد چربی، پخته به روش کبابی با حرارت از بالا یا پایین | ۳۵              |
| تاپ سیرلوین، استیک، با چربی قابل دید، پخته با حرارت مستقیم                                   | ۲۲              |
| تاپ سیرلوین، استیک، بدون چربی قابل دید، پخته با حرارت مستقیم                                 | ۲۰              |
| قلوه‌گاه، استیک، بدون چربی قابل دید، پخته با حرارت مستقیم                                     | ۲۰              |
| قلوه، پخته به روش آرام‌پز                                                                     | ۱۹              |
| قلوه‌گاه، استیک، با چربی قابل دید، پخته با حرارت مستقیم                                       | ۱۸              |
| کمر، استیک فیله، بدون استخوان، بدون چربی قابل دید، تمام گریدها، پخته به روش کبابی گریل شده   | ۱۵              |
| گردن، زیر کتف، بدون استخوان، با چربی قابل دید، تمام گریدها، پخته به روش کبابی گریل شده       | ۱۳              |
| کمر، استیک فیله، بدون استخوان، با چربی قابل دید، تمام گریدها، پخته به روش کبابی گریل شده     | ۱۳              |
| دنده، دنده‌های کوتاه، با چربی قابل دید، پخته به روش تفت‌آب‌پزی                                  | ۱۲              |
| دنده، دنده‌های کوتاه، بدون چربی قابل دید، پخته به روش تفت‌آب‌پزی                                | ۱۱              |
| جگر سفید، پخته به روش تفت‌آب‌پزی                                                               | ۱۱              |
| مغز، پخته به روش سرخ‌شده در تابه                                                              | ۹               |
| مغز، پخته به روش آرام‌پز                                                                      | ۹               |
| بالاران، قسمت پایین، استیک، با چربی قابل دید، تمام گریدها، پخته به روش تفت‌آب‌پزی              | ۸               |
| بالاران، قسمت پایین، استیک، بدون چربی قابل دید، تمام گریدها، پخته به روش تفت‌آب‌پزی            | ۷               |
| بالاران، قسمت پایین، با چربی قابل دید، تمام گریدها، پخته به روش برشته‌پزی                     | ۷               |
| سرسینه کامل، با چربی قابل دید، تمام گریدها، پخته به روش تفت‌آب‌پزی                             | ۷               |
| قلوه‌گاه، استیک، با چربی قابل دید، پخته به روش تفت‌آب‌پزی                                       | ۶               |
| قلوه‌گاه، استیک، بدون چربی قابل دید، پخته به روش تفت‌آب‌پزی                                     | ۶               |
| سرسینه کامل، بدون چربی قابل دید، تمام گریدها، پخته به روش تفت‌آب‌پزی                           | ۶               |
| بالاران، قسمت پایین، بدون چربی قابل دید، تمام گریدها، پخته به روش برشته‌پزی                   | ۶               |
| جگر، پخته به روش تفت‌آب‌پزی                                                                    | ۶               |
| جگر، پخته به روش سرخ‌شده در تابه                                                              | ۶               |
| زبان، پخته به روش آرام‌پز                                                                     | ۵               |
| دل، پخته به روش آرام‌پز                                                                       | ۵               |

## گوساله
| ماده غذایی (۱۰۰ گرم)                                                                  | کلسیم (میلی‌گرم) |
| ------------------------------------------------------------------------------------- | --------------- |
| شانه، کتف، بدون چربی قابل دید، پخته به روش تفت‌آب‌پزی                                   | ۴۰              |
| شانه، کتف، با چربی قابل دید، پخته به روش تفت‌آب‌پزی                                     | ۳۸              |
| شانه کامل (بازو و کتف)، بدون چربی قابل دید، پخته به روش تفت‌آب‌پزی                      | ۳۷              |
| شانه کامل (بازو و کتف)، باچربی قابل دید، پخته به روش تفت‌آب‌پزی                         | ۳۵              |
| ماهیچه (جلو و عقب)، بدون چربی قابل دید، پخته به روش تفت‌آب‌پزی                          | ۳۴              |
| ماهیچه (جلو و عقب)، با چربی قابل دید، پخته به روش تفت‌آب‌پزی                            | ۳۳              |
| کمر، بدون چربی قابل دید، پخته به روش تفت‌آب‌پزی                                         | ۳۲              |
| شانه، بازو، بدون چربی قابل دید، پخته به روش تفت‌آب‌پزی                                  | ۳۰              |
| قلوه، پخته به روش تفت‌آب‌پزی                                                            | ۲۹              |
| شانه، کتف، با چربی قابل دید، پخته به روش برشته‌پزی                                     | ۲۸              |
| کمر، با چربی قابل دید، پخته به روش تفت‌آب‌پزی                                           | ۲۸              |
| شانه، بازو، با چربی قابل دید، پخته به روش تفت‌آب‌پزی                                    | ۲۸              |
| شانه، کتف، بدون چربی قابل دید، پخته به روش برشته‌پزی                                   | ۲۸              |
| شانه، بازو، بدون چربی قابل دید، پخته به روش برشته‌پزی                                  | ۲۷              |
| شانه کامل (بازو و کتف)، با چربی قابل دید، پخته به روش برشته‌پزی                        | ۲۷              |
| شانه کامل (بازو و کتف)، بدون چربی قابل دید، پخته به روش برشته‌پزی                      | ۲۷              |
| شانه، بازو، با چربی قابل دید، پخته به روش برشته‌پزی                                    | ۲۶              |
| دنده، بدون چربی قابل دید، پخته به روش تفت‌آب‌پزی                                        | ۲۴              |
| دنده، با چربی قابل دید، پخته به روش تفت‌آب‌پزی                                          | ۲۲              |
| کمر، بدون چربی قابل دید، پخته به روش برشته‌پزی                                         | ۲۱              |
| کمر، با چربی قابل دید، پخته به روش برشته‌پزی                                           | ۱۹              |
| راسته، بدون چربی قابل دید، پخته به روش تفت‌آب‌پزی                                       | ۱۹              |
| چرخ‌کرده، پخته به روش سرخ شده در تابه                                                  | ۱۸              |
| راسته، با چربی قابل دید، پخته به روش تفت‌آب‌پزی                                         | ۱۷              |
| چرخ‌کرده، پخته با حرارت مستقیم                                                         | ۱۷              |
| مغز، پخته به روش تفت‌آب‌پزی                                                             | ۱۶              |
| راسته، بدون چربی قابل دید، پخته به روش برشته‌پزی                                       | ۱۴              |
| راسته، با چربی قابل دید، پخته به روش برشته‌پزی                                         | ۱۳              |
| دنده، بدون چربی قابل دید، پخته به روش برشته‌پزی                                        | ۱۲              |
| دنده، با چربی قابل دید، پخته به روش برشته‌پزی                                          | ۱۱              |
| مغز، پخته به روش سرخ‌شده در تابه                                                       | ۱۰              |
| پا (بخش داخلی پای عقب)، بدون چربی قابل دید، پخته به روش تفت‌آب‌پزی                      | ۹               |
| سینه کامل، بدون استخوان، با چربی قابل دید، پخته به روش تفت‌آب‌پزی                       | ۹               |
| سینه کامل، بدون استخوان، بدون چربی قابل دید، پخته به روش تفت‌آب‌پزی                     | ۹               |
| زبان، پخته به روش تفت‌آب‌پزی                                                            | ۹               |
| دل، پخته به روش تفت‌آب‌پزی                                                              | ۸               |
| پا (بخش داخلی پای عقب)، با چربی قابل دید، پخته به روش تفت‌آب‌پزی                        | ۸               |
| پا (بخش داخلی پای عقب)، بدون چربی قابل دید، پخته به روش سرخ شده در تابه (سوخاری نشده) | ۷               |
| جگر سفید، پخته به روش تفت‌آب‌پزی                                                        | ۷               |
| جگر، پخته به روش سرخ‌شده در تابه                                                       | ۷               |
| جگر، پخته به روش تفت‌آب‌پزی                                                             | ۶               |
| پا (بخش داخلی پای عقب)، بدون چربی قابل دید، پخته به روش برشته‌پزی                      | ۶               |
| پا (بخش داخلی پای عقب)، با چربی قابل دید، پخته به روش برشته‌پزی                        | ۶               |
| پا (بخش داخلی پای عقب)، با چربی قابل دید، پخته به روش سرخ شده در تابه (سوخاری نشده)   | ۶               |

## بره
| ماده غذایی (۱۰۰ گرم)                                                              | کلسیم (میلی‌گرم) |
| --------------------------------------------------------------------------------- | --------------- |
| شانه، کتف، بدون چربی قابل دید، پخته به روش تفت‌آب‌پزی                               | ۲۸              |
| شانه، کتف، با چربی قابل دید، پخته به روش تفت‌آب‌پزی                                 | ۲۷              |
| شانه کامل، بدون چربی قابل دید، پخته به روش تفت‌آب‌پزی                               | ۲۶              |
| شانه، بازو، بدون چربی قابل دید، پخته به روش تفت‌آب‌پزی                              | ۲۶              |
| شانه، بازو، با چربی قابل دید، پخته به روش تفت‌آب‌پزی                                | ۲۵              |
| شانه کامل، با چربی قابل دید، پخته به روش تفت‌آب‌پزی                                 | ۲۵              |
| شانه، کتف، با چربی قابل دید، پخته با حرارت مستقیم                                 | ۲۴              |
| شانه، کتف، بدون چربی قابل دید، پخته با حرارت مستقیم                               | ۲۴              |
| دنده، با چربی قابل دید، پخته به روش برشته‌پزی                                      | ۲۲              |
| چرخ‌کرده، پخته با حرارت مستقیم                                                     | ۲۲              |
| دنده، بدون چربی قابل دید، پخته به روش برشته‌پزی                                    | ۲۱              |
| شانه کامل، با چربی قابل دید، پخته با حرارت مستقیم                                 | ۲۱              |
| شانه کامل (بازو و کتف)، بدون چربی قابل دید، پخته با حرارت مستقیم                  | ۲۱              |
| شانه، کتف، با چربی قابل دید، پخته به روش برشته‌پزی                                 | ۲۱              |
| شانه، کتف، بدون چربی قابل دید، پخته به روش برشته‌پزی                               | ۲۱              |
| مغز، سرخ‌شده در تابه                                                               | ۲۱              |
| شانه کامل (کتف و بازو)، با چربی قابل دید، پخته به روش برشته‌پزی                    | ۲۰              |
| ران پای جلو، با چربی قابل دید، پخته به روش تفت‌آب‌پزی                               | ۲۰              |
| ران پای جلو، بدون چربی قابل دید، پخته به روش تفت‌آب‌پزی                             | ۲۰              |
| کمر، با چربی قابل دید، پخته با حرارت مستقیم                                       | ۲۰              |
| شانه کامل (کتف و بازو)، بدون چربی قابل دید، پخته به روش برشته‌پزی                  | ۱۹              |
| کمر، بدون چربی قابل دید، پخته با حرارت مستقیم                                     | ۱۹              |
| دنده، با چربی قابل دید، پخته با حرارت مستقیم                                      | ۱۹              |
| کمر، با چربی قابل دید، پخته به روش برشته‌پزی                                       | ۱۸              |
| شانه، بازو، با چربی قابل دید، پخته با حرارت مستقیم                                | ۱۸              |
| شانه، بازو، با چربی قابل دید، پخته به روش برشته‌پزی                                | ۱۸              |
| قلوه، پخته به روش تفت‌آب‌پزی                                                        | ۱۸              |
| شانه، بازو، بدون چربی قابل دید، پخته با حرارت مستقیم                              | ۱۷              |
| کمر، بدون چربی قابل دید، پخته به روش برشته‌پزی                                     | ۱۷              |
| دنده، بدون چربی قابل دید، پخته با حرارت مستقیم                                    | ۱۶              |
| شانه، بازو، بدون چربی قابل دید، پخته به روش برشته‌پزی                              | ۱۶              |
| تکه مکعبی برای خورش یا کباب (پا و شانه)، بدون چربی قابل دید، پخته به روش تفت‌آب‌پزی | ۱۵              |
| دل، پخته به روش تفت‌آب‌پزی                                                          | ۱۴              |
| تکه مکعبی برای خورش یا کباب (پا و شانه)، بدون چربی قابل دید، پخته با حرارت مستقیم | ۱۳              |
| مغز، پخته به روش تفت‌آب‌پزی                                                         | ۱۲              |
| جگر سفید، پخته به روش تفت‌آب‌پزی                                                    | ۱۲              |
| پا کامل (ران پای جلو و راسته)، با چربی قابل دید، پخته به روش برشته‌پزی             | ۱۱              |
| زبان، پخته به روش تفت‌آب‌پزی                                                        | ۱۰              |
| جگر، سرخ‌شده در تابه                                                               | ۹               |
| جگر، پخته به روش تفت‌آب‌پزی                                                         | ۸               |
| پا کامل (ران پای جلو و راسته)، بدون چربی قابل دید، پخته به روش برشته‌پزی           | ۸               |

## مرغ
| ماده غذایی (۱۰۰ گرم)                                                                   | کلسیم (میلی‌گرم) |
| -------------------------------------------------------------------------------------- | --------------- |
| بال با پوست، جوجه گوشتی یا مرغ جوان مناسب سرخ کردن، پخته، سرخ شده با روکش خمیرابه      | ۲۰              |
| سینه با پوست، جوجه گوشتی یا مرغ جوان مناسب سرخ کردن، پخته، سرخ شده با روکش خمیرابه     | ۲۰              |
| دل، آرام‌پز                                                                             | ۱۹              |
| ران کامل با پوست، جوجه گوشتی یا مرغ جوان مناسب سرخ کردن، پخته، سرخ شده با روکش خمیرابه | ۱۸              |
| مغز ران با پوست، جوجه گوشتی یا مرغ جوان مناسب سرخ کردن، پخته، سرخ شده با روکش خمیرابه  | ۱۸              |
| بال با پوست، جوجه گوشتی یا مرغ جوان مناسب سرخ کردن، پخته به روش برشته‌پزی               | ۱۸              |
| ساق ران با پوست، جوجه گوشتی یا مرغ جوان مناسب سرخ کردن، پخته، سرخ شده با روکش خمیرابه  | ۱۷              |
| سنگدان، آرام‌پز                                                                         | ۱۷              |
| سینه با پوست، جوجه گوشتی یا مرغ جوان مناسب سرخ کردن، پخته، سرخ شده با روکش آرد         | ۱۶              |
| سینه، فقط گوشت، جوجه گوشتی یا مرغ جوان مناسب سرخ کردن، پخته، سرخ‌شده                    | ۱۶              |
| بال، فقط گوشت، جوجه گوشتی یا مرغ جوان مناسب سرخ کردن، پخته به روش برشته‌پزی             | ۱۶              |
| بال، فقط گوشت، جوجه گوشتی یا مرغ جوان مناسب سرخ کردن، پخته، سرخ شده                    | ۱۵              |
| سینه، فقط گوشت، جوجه گوشتی یا مرغ جوان مناسب سرخ کردن، پخته به روش برشته‌پزی            | ۱۵              |
| بال با پوست، جوجه گوشتی یا مرغ جوان مناسب سرخ کردن، پخته، سرخ شده با روکش آرد          | ۱۵              |
| مغز ران با پوست، جوجه گوشتی یا مرغ جوان مناسب سرخ کردن، پخته، سرخ شده با روکش آرد      | ۱۴              |
| سینه، فقط گوشت، جوجه گوشتی، پخته به روش باربیکیو با جوجه‌گردان                          | ۱۳              |
| ران کامل، فقط گوشت، جوجه گوشتی یا مرغ جوان مناسب سرخ کردن، پخته، سرخ شده               | ۱۳              |
| ران کامل با پوست، جوجه گوشتی یا مرغ جوان مناسب سرخ کردن، پخته، سرخ شده با روکش آرد     | ۱۳              |
| سینه با پوست، جوجه گوشتی یا مرغ جوان مناسب سرخ کردن، پخته به روش خورش                  | ۱۳              |
| سینه، فقط گوشت، جوجه گوشتی یا مرغ جوان مناسب سرخ کردن، پخته به روش خورش                | ۱۳              |
| مغز ران، فقط گوشت، جوجه گوشتی یا مرغ جوان مناسب سرخ کردن، پخته، سرخ شده                | ۱۳              |
| ران کامل، فقط گوشت، جوجه گوشتی یا مرغ جوان مناسب سرخ کردن، پخته به روش برشته‌پزی        | ۱۲              |
| ساق ران با پوست، جوجه گوشتی یا مرغ جوان مناسب سرخ کردن، پخته، سرخ شده با روکش آرد      | ۱۲              |
| ران کامل با پوست، جوجه گوشتی یا مرغ جوان مناسب سرخ کردن، پخته به روش برشته‌پزی          | ۱۲              |
| بال با پوست، جوجه گوشتی یا مرغ جوان مناسب سرخ کردن، پخته به روش خورش                   | ۱۲              |
| ساق ران با پوست، جوجه گوشتی یا مرغ جوان مناسب سرخ کردن، پخته به روش برشته‌پزی           | ۱۱              |
| ساق ران با پوست، جوجه گوشتی یا مرغ جوان مناسب سرخ کردن، پخته به روش خورش               | ۱۱              |
| ران کامل با پوست، جوجه گوشتی یا مرغ جوان مناسب سرخ کردن، پخته به روش خورش              | ۱۱              |
| ران کامل، فقط گوشت، جوجه گوشتی یا مرغ جوان مناسب سرخ کردن، پخته به روش خورش            | ۱۱              |
| مغز ران با پوست، جوجه گوشتی یا مرغ جوان مناسب سرخ کردن، پخته به روش خورش               | ۱۱              |
| مغز ران، فقط گوشت، جوجه گوشتی یا مرغ جوان مناسب سرخ کردن، پخته به روش خورش             | ۱۱              |
| مغز ران با پوست، جوجه گوشتی یا مرغ جوان مناسب سرخ کردن، پخته به روش برشته‌پزی           | ۹               |
| مغز ران، فقط گوشت، جوجه گوشتی یا مرغ جوان مناسب سرخ کردن، پخته به روش برشته‌پزی         | ۹               |

## ماکیان (به غیر از مرغ)
| ماده غذایی (۱۰۰ گرم)                             | کلسیم (میلی‌گرم) |
| ------------------------------------------------ | --------------- |
| بوقلمون، پا، گوشت و پوست، پخته به روش برشته‌پزی   | ۳۲              |
| بوقلمون، چرخ‌کرده، پخته                           | ۲۸              |
| بوقلمون، بال، گوشت و پوست، پخته به روش برشته‌پزی  | ۲۴              |
| بوقلمون، سینه، گوشت و پوست، پخته به روش برشته‌پزی | ۲۱              |
| بوقلمون، دل، پخته به روش آرام‌پز                  | ۲۱              |
| بوقلمون، جگر، پخته به روش آرام‌پز                 | ۱۹              |
| بوقلمون، سنگدان، پخته به روش آرام‌پز              | ۱۷              |
| قرقاول، پخته                                     | ۱۶              |
| بلدرچین                                          | ۱۵              |
| غاز اهلی، گوشت، پخته به روش برشته‌پزی             | ۱۴              |
| غاز اهلی، گوشت و پوست، پخته به روش برشته‌پزی      | ۱۳              |
| مرغابی اهلی، گوشت، پخته به روش برشته‌پزی          | ۱۲              |
| مرغابی اهلی، گوشت و پوست، پخته به روش برشته‌پزی   | ۱۱              |
| بوقلمون، گوشت سفید، پخته به روش برشته‌پزی         | ۹               |
| شترمرغ، قسمت داخلی پا، پخته                      | ۶               |
| شترمرغ، قسمت صدفی، پخته                          | ۶               |
| شترمرغ، قسمت تیپ (tip) با حذف چربی‌ها، پخته       | ۶               |
| شترمرغ، قسمت تاپ لوین، پخته                      | ۶               |
| شترمرغ، قسمت استریپ (strip) داخلی، پخته          | ۵               |
| شترمرغ، قسمت استریپ بیرونی، پخته                 | ۵               |